# Heinäsaaret (ö i Norra Österbotten, Uleåborg, lat 65,01, long 25,45)
Heinäsaaret är en ö i Finland. Den ligger i Bottenviken och i kommunen Uleåborg i den ekonomiska regionen  Uleåborgs ekonomiska region i landskapet Norra Österbotten, i den norra delen av landet. Ön ligger nära Uleåborg och omkring 540 kilometer norr om Helsingfors.
Öns area är 0,8 hektar och dess största längd är 140 meter i öst-västlig riktning.